# Pierre Granier-Deferre
Pierre Granier-Deferre, född 22 juli 1927 i Paris, död 16 november 2007 i samma stad, var en fransk filmregissör och manusförfattare.

## Utmärkelser
Granier-Deferre vann Louis Delluc-priset 1981 för Chefen.

## Filmografi i urval
- 1965 – Hämnd på tjallare (regi)
- 1966 – Paris i augusti (manus och regi)
- 1970 – La Horse (manus och regi)
- 1971 – Huset på andra sidan (manus och regi)
- 1973 – Möte på tåg (manus och regi)
- 1971 – Katten (manus och regi)
- 1976 – Kvinnan i fönstret (regi)
- 1981 – Chefen (manus och regi)
- 1981 – L'étoile du nord (manus och regi)
- 1995–2004 – Maigret (TV-serie) (manus och regi)